# Artfair

Logo

Die Artfair (Eigenschreibweise ART.FAIR) war eine Messe für zeitgenössische und moderne Kunst. Sie fand von 2003 bis 2016 in Köln statt. Seit 2017 richtet die art.fair International GmbH die neue Messe Art Düsseldorf in Düsseldorf aus.

## Geschichte
Gründer und Geschäftsführer der Artfair waren Walter M. Gehlen und Andreas E. Lohaus. Die Artfair startete zeitgleich als unabhängige Nebenmesse zur Art Cologne.
Die Messe wurde seit 2003 von der art.fair International GmbH veranstaltet und fand bis 2010 in den Expo Hallen am Gladbacher Wall in Köln statt. Von 2011 bis 2013 war die Messe im Kölner Staatenhaus beheimatet. Die 12. Auflage 2014 mit über 100 ausstellenden Galerien fand in der KölnMesse (Halle 1 & 2) statt. Die Besucherzahl betrug über die Jahre jeweils rund 35.000.
Die Messe fand 2016 zum letzten Mal in den Kölner Messehallen statt. Im November 2017 richtete die art.fair International GmbH erstmals die neue Messe Art Düsseldorf auf dem Areal Böhler, einem früheren Stahlwerk in Düsseldorf, aus.